# ميمي درويش
أمين درويش؛ (مواليد 20 مارس 1942 - الوفاة 11 ديسمبر 2011) هو لاعب كرة قدم مصري سابق.

## روابط خارجية
- ميمي درويش على موقع قاعدة بيانات كرة القدم.إي يو (الإنجليزية)
- ميمي درويش على موقع أوليمبيديا (الإنجليزية)